# Карл Конрад Мейнандер

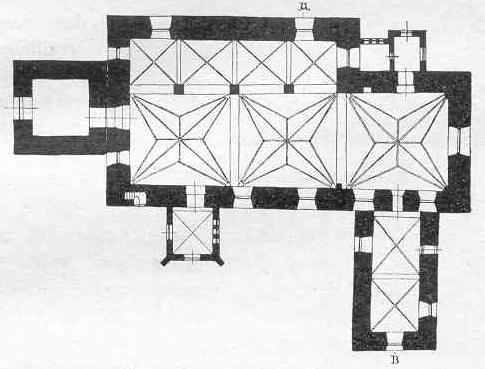
План францисканської церкви в селищі Раумо. Матеріали K. K. Мейнандера, 1908

Карл Ко́нрад («Ко́нні») Мейна́ндер (швед. Karl Konrad «Konni» Meinander, 4 квітня 1872, Гельсінкі, Фінляндія — † 27 березня 1933, там само) — фінський мистецтвознавець і діяч культури.

## Біографічні дані
Народився в родині Конрада і Саллі Мейнандерів. Виходець із давнього шляхетського роду, засновником якого був перший документально засвідчений Мейнандер — виборзький повітовий писар Сакаріас Улоффсон († після 1708 р.). Його син — це коронний фоґт Улоф (1687—1725). Коронним фоґтом був також Юган Вільгельм (1715—1784), його старший син Карл Фредрік (1759—1803) працював викладачем, а молодший Адольф (1762—1804; разом із лицарським титулом він прийняв прізвище Едельсверд) став губернатором Оулу. Його син Адольф Вільгельм Едельсверд (1824—1919) — це видатний архітектор, що запроєктував, зокрема, залізничні вокзали у Стокгольмі, Гетеборгу та Мальме.
Карл Конрад Мейнандер був одружений з Мартою Гедвіґ Беатою, їхній син Карл Фредрік Мейнандер — визначний фінський археолог, а внук Генрік Мейнандер — відомий фінський історик.

## Наукова діяльність
Карл Конрад Мейнандер закінчив Гельсінський університет. Підвищував свою кваліфікацію в різних країнах Європи, зокрема в Італії. 1894 року він став кандидатом філософії, 1909 року — ліценціатом, а в 1914 році — доктором. Його докторська дисертація «Середньовічні вівтарі й дерев'яна різьба у церквах Фінляндії» (1908) виразно показала, що вже в середньовічній Фінляндії було добре розвинене романське й готичне сакральне мистецтво. У працях, що вийшли згодом, як-от у монографіях про церкви в Уусикіркко, Уусикаупункі та Васі, йдеться також про сакральне мистецтво пізнішого часу, зокрема надгробки і різноманітні оздоби. Монументальна робота всього життя, яку він писав понад тридцять літ, — це «Портрет у Фінляндії перед 1840-ми роками». Для неї автор по всій країні зібрав дуже багатий матеріал, який охоплює великий проміжок часу — двісті років. Ця книжка досі не втратила актуальности й служить джерелом для багатьох дослідників.
У 1912 році Мейнандер став одним із засновників Міського музею Гельсінкі і понад двадцять років співпрацював з цією установою. У 1912—1933 роках він очолював відділ історії культури в Національному музеї Фінляндії, який сам же й створив. Однією з провідних тем його наукової діяльности була культура дворянського стану в країні.
З 1900 Карл Конрад Мейнандер редагував часопис «Finskt museum» («Фінський музей»). Він зробив чималий внесок і в генеалогію, дієво допомагаючи Генеалогічному товариству у Фінляндії.

## Публікації
- Antellska samlingarna : personkatalog öfver Wadströmska samlingen af svenska och finska porträtt 1901.
- Katalog öfver de Kulturhistoriska samlingarna på Villan Hagasund : upprättad år 1906. 1906.
- Luettelo kulttuurihistoriallisista kokoelmista Hakasalmen huvilassa, 1906.
- Turun kaupungin historiallinen museo. I v. / [toim. K. K. Meinander]. 1906
- Kulturhistoriska bilder / utgifna på föranstaltande af bestyrelsen för Åbo stads historiska museum toim. K. K. Meinander, 1906–1912.
- Medeltida altarskåp i Finland, 1908 — «Середньовічні вівтарі у Фінляндії».
- Finlands kulturhistoria. Medeltiden, 1908 — «Історія культури у Фінляндії».
- Finlands kyrkor i Nykyrko och Nystad, 1912 — «Фінські церкви в Уусикіркко і Уусикаупункі».
- Hattula gamla kyrka / J. Rinne; K. K. Meinander. 1912.
- Hattulan vanha kirkko / Juhani Rinne ja K. K. Meinander. 1912.
- Finska fälttecken, bevarade i Finland. 1912.
- Vägvisare i historiska avdelningen / av K. K. Meinander. 1916.
- Opas historiallisella osastolla. 3. [i.e. 2.] p. 1916. 3. korjattu ja lisätty p. 1917.7. p. 1924.
- Vägledning i historiska avdelningen / av K. K. Meinander. 2. uppl. 1916.
- Valtion historiallinen museo : opas historiallisella osastolla. 1916. 3. korjattu ja lisätty p. 1917.
- Finlands nationalmuseum. 1917.
- Указатель исторического отделения / [… составленный K. K. Мейнандером … Юхани Ринне]; Национальный музей Финляндии. 880-02 3., исправленное и дополненное издание. 1917
- Kort vägledning i historiska avdelningen. [4. uppl.]. 1921.
- 1600-talets konst i Finland, 1924.
- Vanhoja huonekaluja : huonekalutaide ja huonekalutyylit kautta aikojen / Gustaf Munthe; tekijän luvin suomentanut L. Wennervirta ; Suomea koskevan luvun kirjoittanut K. K. Meinander. 1928.
- Monuments médiévaux de l'art finlandais / par Juhani Rinne et K. K. Meinander. 1930
- Restauration de la cathédrale de Turku (Åbo) / par Juhani Rinne. Œuvres d'art flamand du moyen-âge en Finlande / par K. K. Meinander. 1930
- Finlands kyrkor. 2, Letala / utg. av K. K. Meinander och Juhani Rinne; av A. W. Rancken. 1930.
- Porträtt i Finland 1840-talet, 1931 — «Портрет у Фінляндії перед 1840-ми роками»